# Eduardo de Andrade Pinto
Eduardo de Andrade Pinto (? — 10 de janeiro de 1895) foi um político brasileiro.
Durante o segundo reinado foi ministro da Marinha (ver Gabinete Sinimbu), de 5 de janeiro de 1878 a 24 de dezembro de 1878, ministro da Guerra substituto, de 6 de outubro a 9 de outubro de 1879, e senador do Brasil durante a República Velha (ou Primeira República), de 1890 a 1893.